# 佐久米古墳群

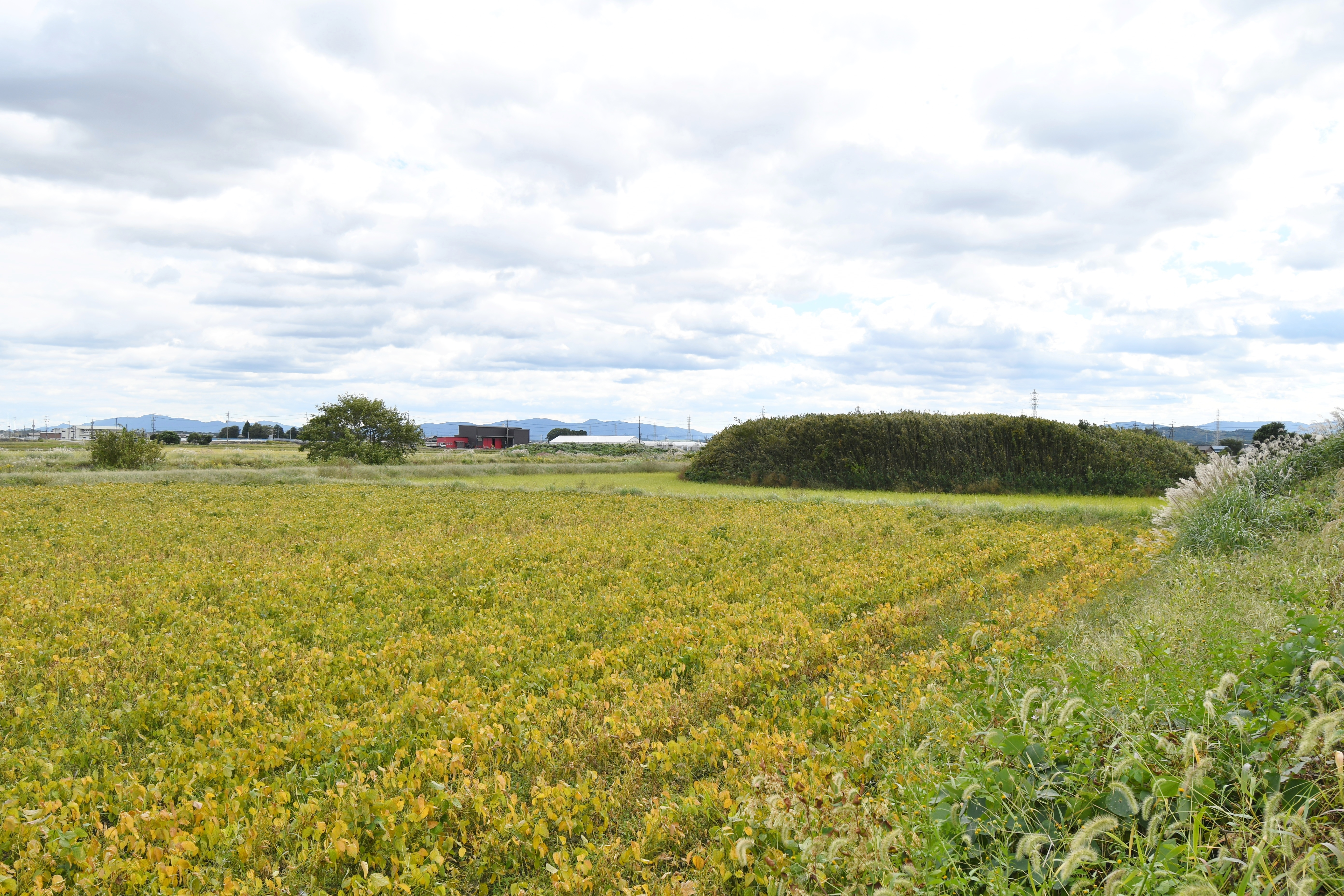
佐久米大古墳群 概観中央右に糠塚古墳、中央奥に丸山古墳、左最奥に大塚山古墳跡地を望む。

佐久米古墳群（さくめこふんぐん）は、三重県松阪市佐久米町にある古墳群。史跡指定はされていない。出土仿製鏡・勾玉は松阪市指定有形文化財に指定されている。

## 概要

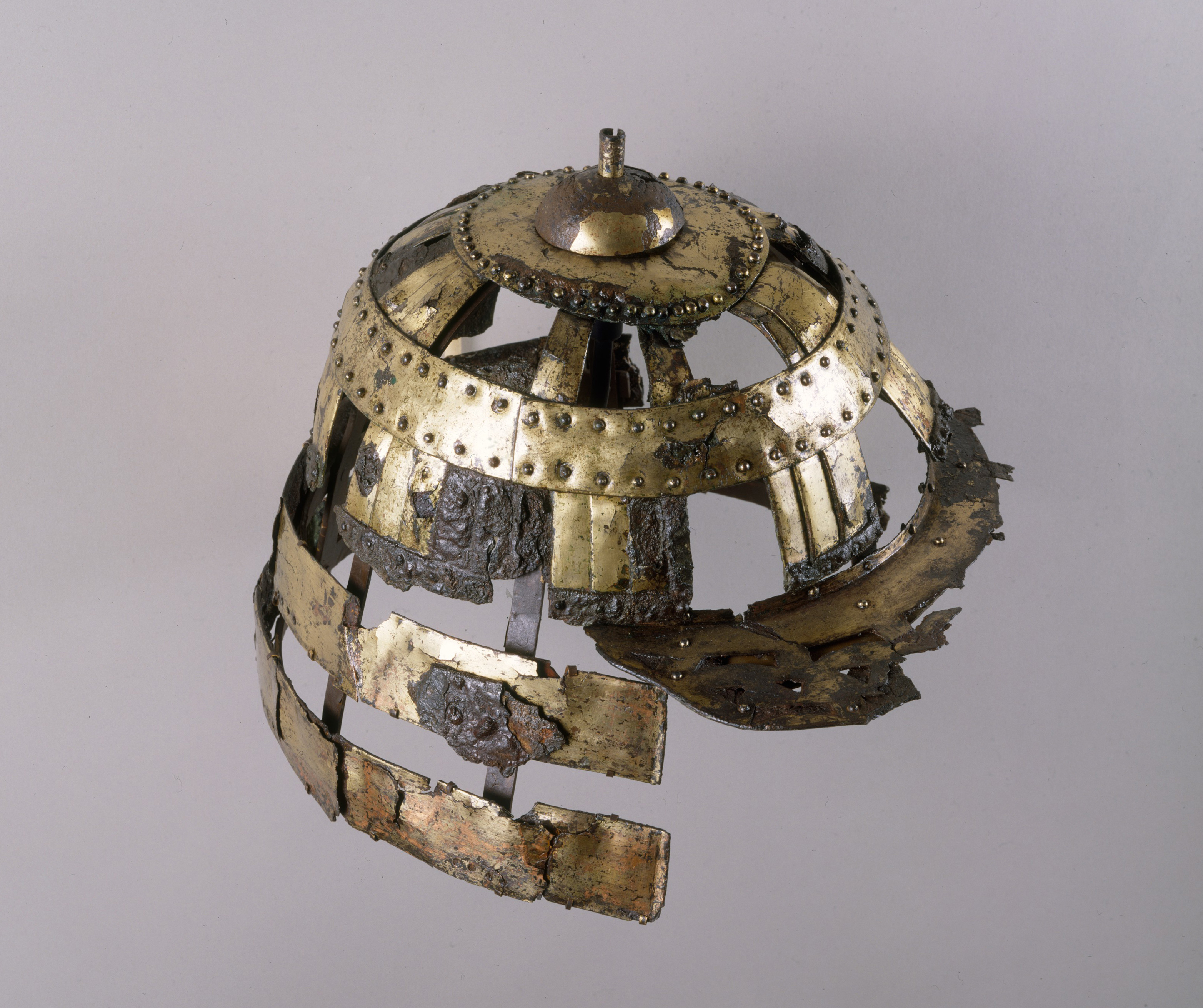
佐久米大塚山古墳出土
金銅装小札鋲留眉庇付冑メトロポリタン美術館所蔵。

三重県中部、金剛川下流域右岸の沖積低地に営造された古墳群である。帆立貝形古墳1基（大塚山古墳）・円墳2基（丸山古墳・糠塚古墳）の計3基から構成される。現在までに大塚山古墳は県道工事の際に失われているほか、丸山古墳も墳丘基底部のみを残存し、糠塚古墳のみは若干の改変を受けながら概ね残存する。
古墳群のうち最大規模の大塚山古墳は、墳丘長約45メートルの帆立貝形古墳であった。史料によれば副葬品として「刀剣・鎗・鏃・冑・銅鏡・勾玉・陶器」が出土したというが、現在では冑1・銅鏡3（変形四獣鏡・変形獣帯鏡・珠文鏡）・勾玉3・鉄刀残欠3・槍先片・鉄鏃片・甲冑片のみが伝わる。このうち特に冑は鉄地金銅装小札鋲留眉庇付冑で、メトロポリタン美術館に所蔵品されている。また丸山古墳は直径約30メートルの円墳で墳丘基底部のみを残存し、糠塚古墳は直径36メートル・高さ2メートルの墳丘を概ね残存する。糠塚古墳の墳丘からは円筒埴輪片が採集されているほか、副葬品として銅鏡2（変形獣帯鏡・珠文鏡）が伝わる。
古墳群の営造時期は、大塚山古墳が古墳時代中期の5世紀後半で、丸山古墳・糠塚古墳もその頃と推定される。いずれも墳丘規模としては大きな古墳ではないが、特に大塚山古墳出土の金銅装小札鋲留眉庇付冑は全国的に類例が少なく、大仙陵古墳（大阪府堺市、伝仁徳天皇陵）からも出土していることからヤマト王権との強いつながりが認められる。特にその性格については、ヤマト王権の外港とされる的潟（まとかた）を臨むことから、王権から的潟の港湾管理を委ねられた被葬者像を想定する説が挙げられている。
出土仿製鏡・勾玉は、1978年（昭和53年）に松阪市指定有形文化財に指定されている。

## 遺跡歴
- 1889年（明治22年）発刊の『伊勢名勝志』に、大塚山古墳について「佐久米村ヒロ田ニ在リ東西拾九間南北弐拾四間余」として記載[1][2]。
- 明治年間、県道工事で大塚山古墳が消滅[2]。
- 1978年（昭和53年）11月11日、出土仿製鏡・勾玉が松阪市指定有形文化財に指定[4]。

## 一覧
| 古墳名     | 座標                                     | 形状         | 規模        | 出土品                                                                       | 備考                                                                         |
| ---------- | ---------------------------------------- | ------------ | ----------- | ---------------------------------------------------------------------------- | ---------------------------------------------------------------------------- |
| 大塚山古墳 | 北緯34度34分27.70秒 東経136度33分43.67秒 | 帆立貝形古墳 | 墳丘長約45m | （伝）刀剣・鎗・鏃・冑・銅鏡・勾玉・陶器 （現存）冑1・銅鏡3・勾玉3・鉄製品片 | 墳丘は非現存 冑はメトロポリタン美術館所蔵 銅鏡3・勾玉3は松阪市指定有形文化財 |
| 丸山古墳   | 北緯34度34分29.03秒 東経136度33分34.45秒 | 円墳         | 直径約30m   |                                                                              | 墳丘基底部のみ残存                                                           |
| 糠塚古墳   | 北緯34度34分32.40秒 東経136度33分30.03秒 | 円墳         | 直径36m     | 銅鏡2・埴輪                                                                  | 銅鏡2は松阪市指定有形文化財                                                  |

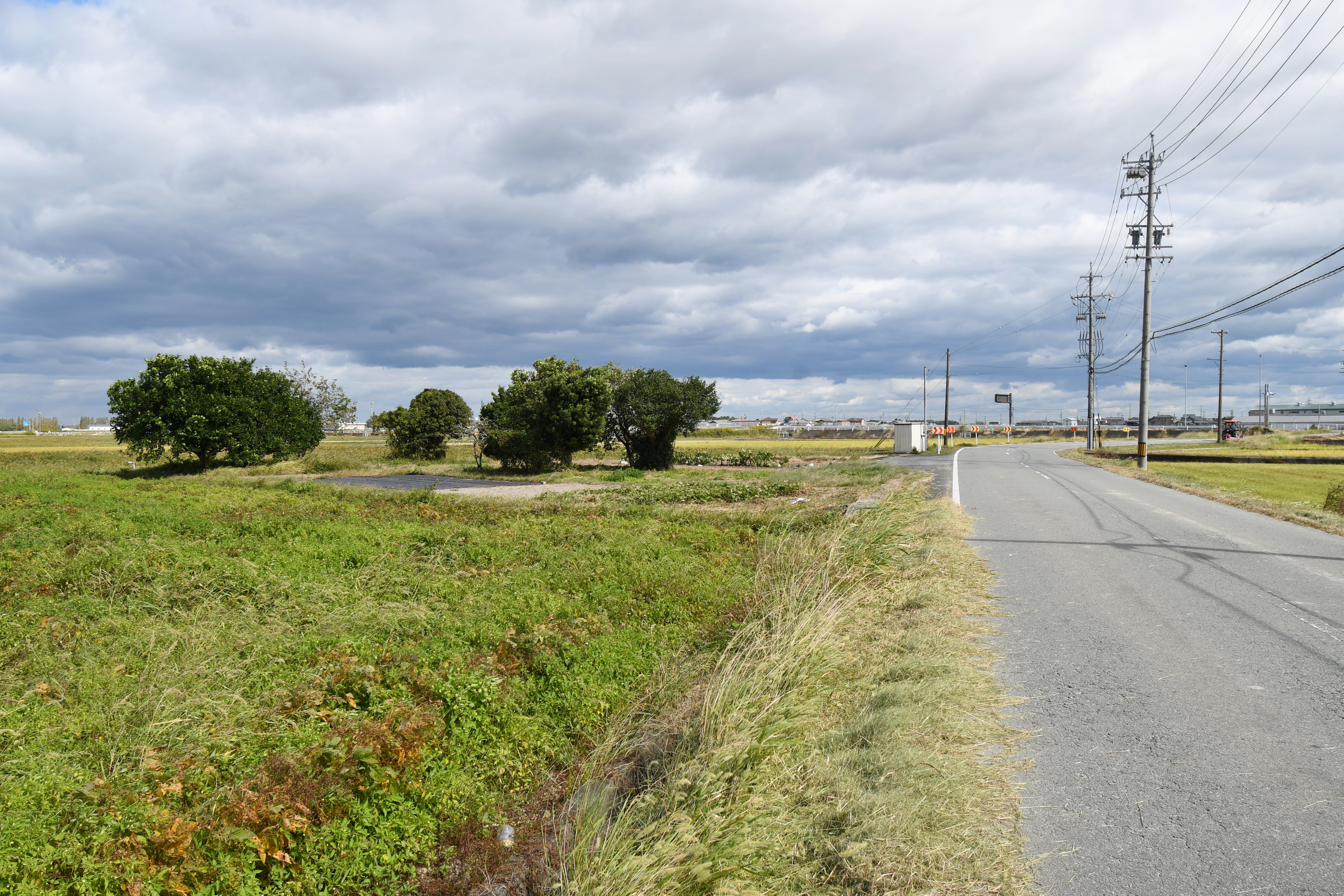
大塚山古墳跡
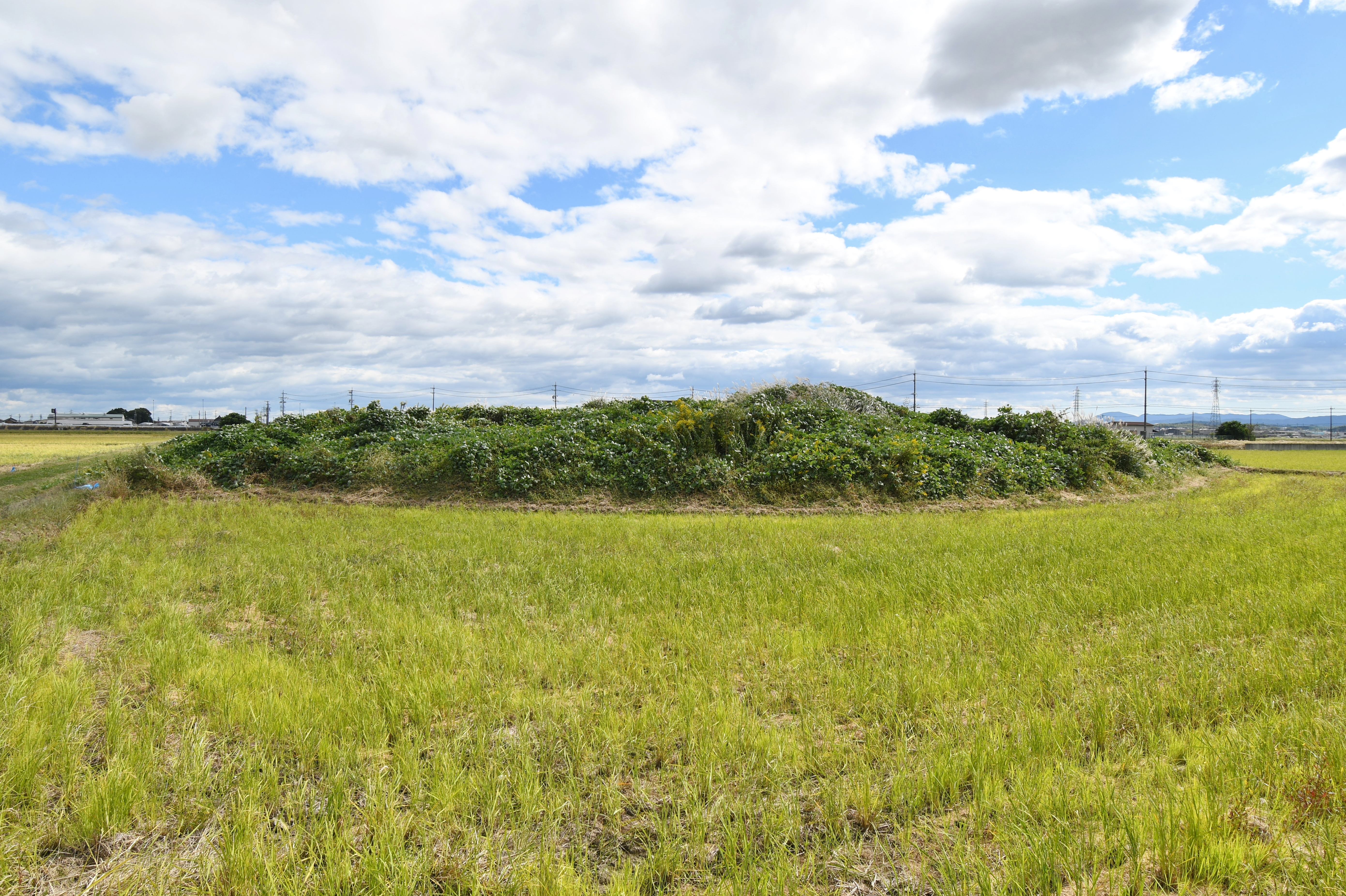
丸山古墳
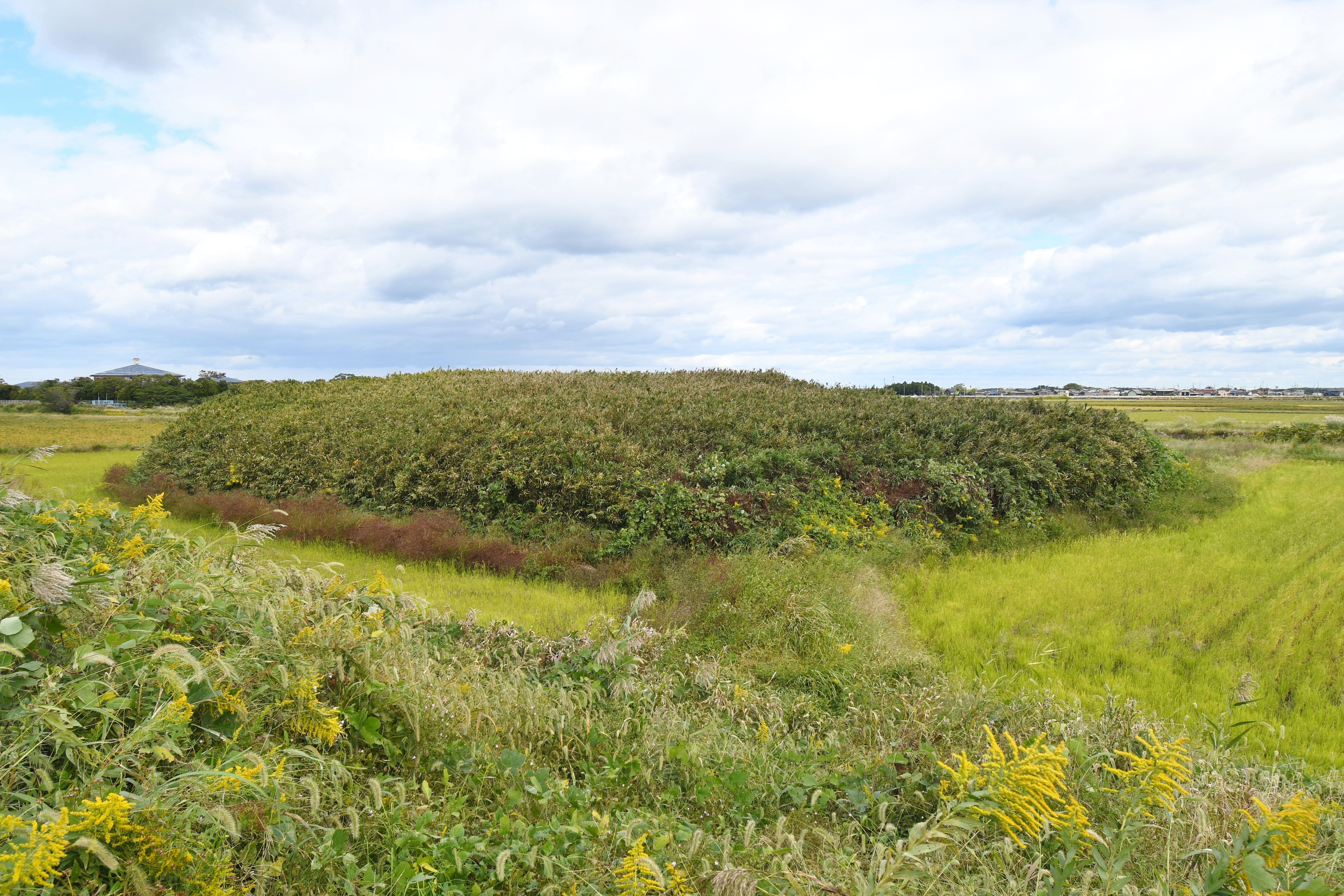
糠塚古墳
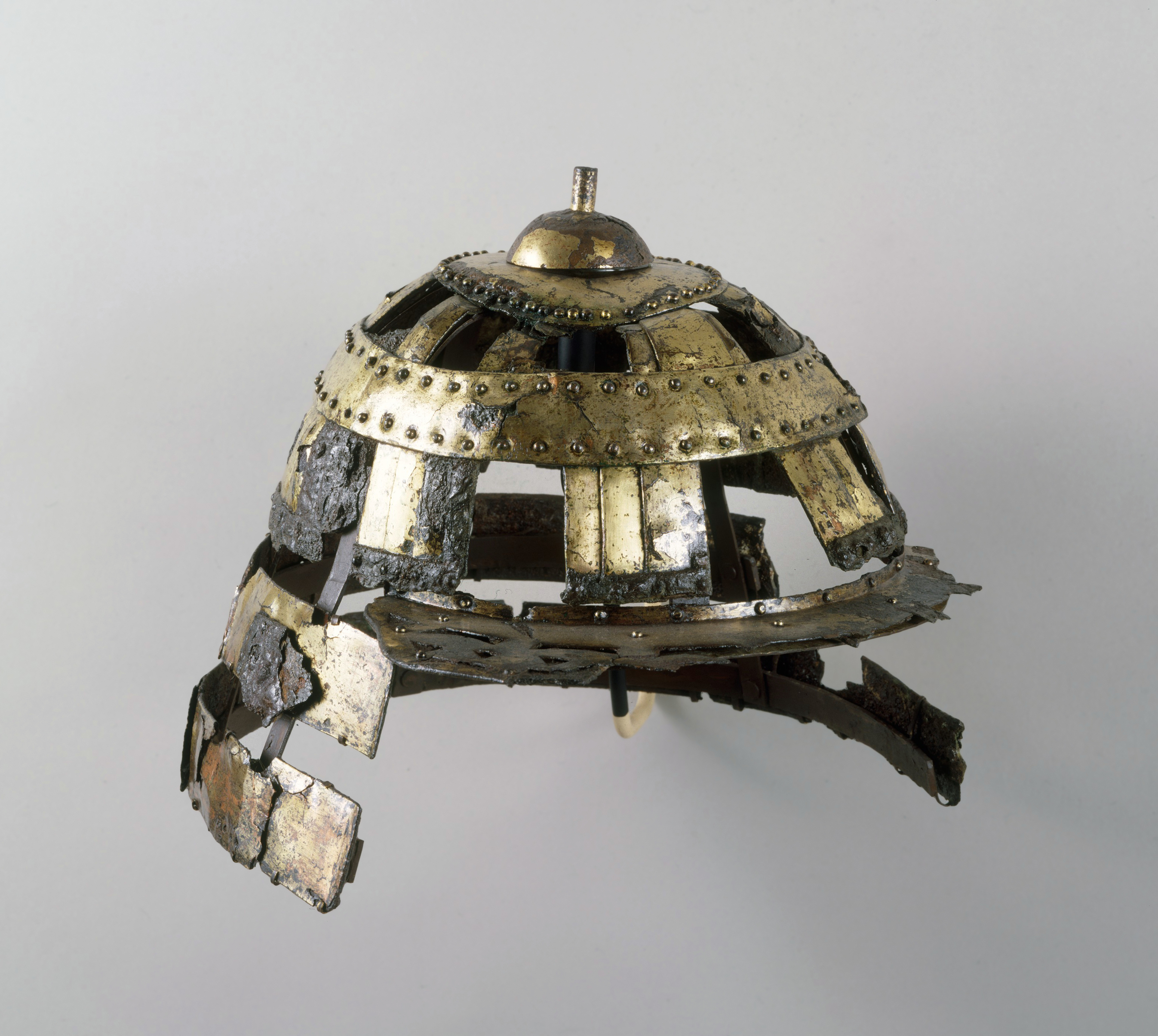
金銅装冑（別角度）
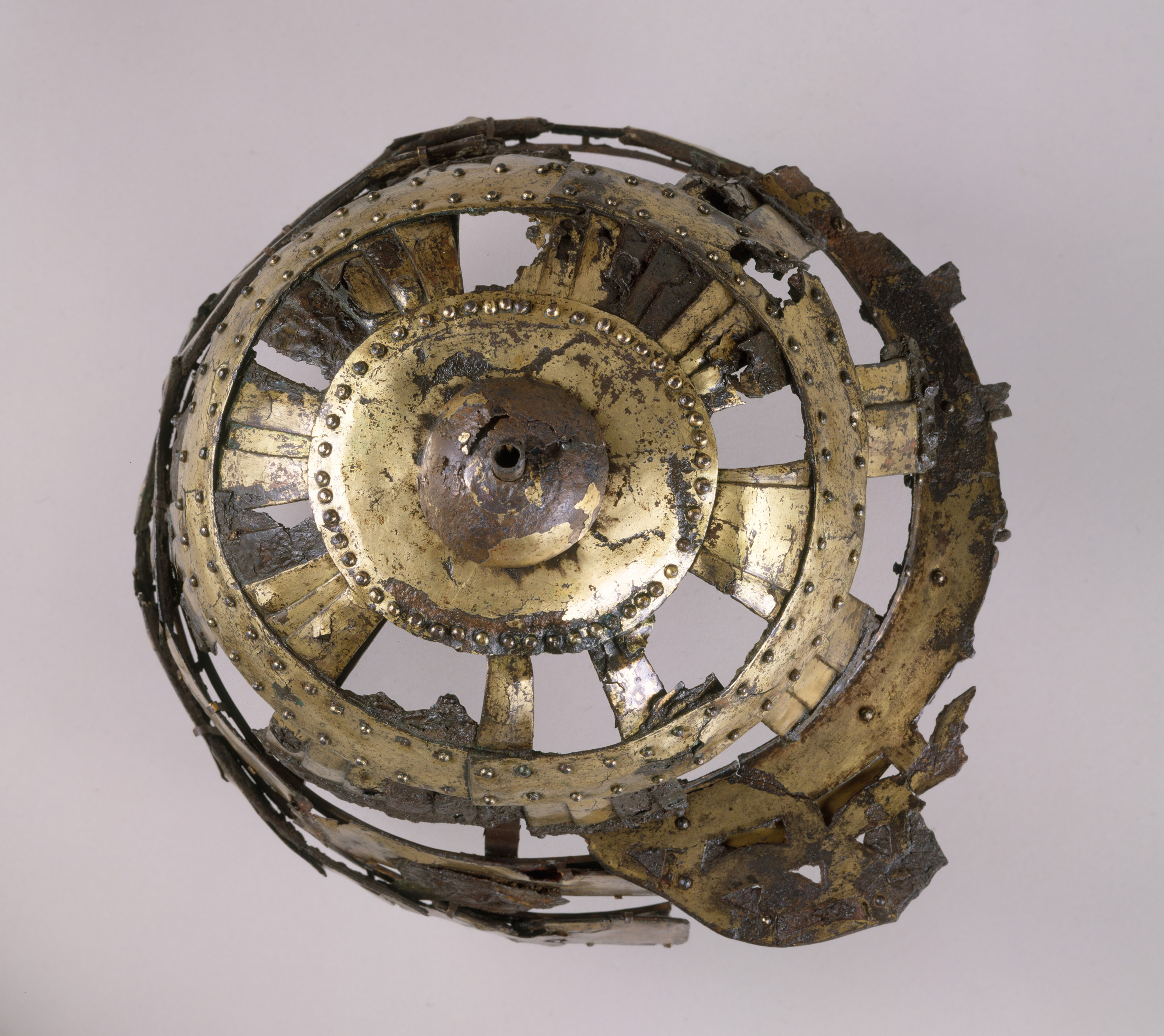
金銅装冑（別角度）

## 文化財

### 松阪市指定文化財
- 有形文化財
  - 佐久米古墳群出土仿製鏡・勾玉 8点（考古資料）
大塚山古墳出土の変形四獣鏡1・変形獣帯鏡1・珠文鏡1・勾玉3、糠塚古墳出土の変形獣帯鏡1・珠文鏡1。所有者は佐久米町自治会。松阪市文化財センター保管。1978年（昭和53年）11月11日指定[4]。

## 関連文献
（記事執筆に使用していない関連文献）
- 『松阪市史 第2巻 資料編 考古』松阪市、1978年。
- 『三重県史 資料編 考古1』三重県、2005年。